# البرطمية (بني سعد)

تعديل مصدري - تعديل

البرطمية هي إحدى قرى عزلة دير الشريف بمديرية بني سعد التابعة لمحافظة المحويت، بلغ تعداد سكانها 99 نسمة حسب تعداد اليمن لعام 2004.